# 九龍巴士224M線
九龍巴士224M線是香港九龍一條已停辦的巴士路線，由德福花園至九龍灣（循環線）。

## 歷史
- 1992年1月27日：投入服務。
- 1996年6月3日：繞經國際展貿中心。
- 2003年12月17日：配合宏天廣場落成，繞經啟成街及啟華街。
- 2013年3月28日：本線永久停駛，由同日起開辦的28B取代[1][2]。

## 服務時間及班次
- 德福花園開：
  - 星期一至六：06:00-21:00（8-20分鐘）
  - 星期日及公眾假期：07:00-20:00（18-20分鐘）

## 收費
全程：$3.0

## 使用車輛
本線停辦前用車為3輛富豪B7RLE 12米，均屬九龍灣車廠。其中2輛富豪B7RLE 12米於2010年7月7日起引入，以取代年事已高即將退役的兩部丹尼士長矛巴士（AN5／FP4320、AN8／FP4583），亦成為首三條引入該款巴士的九龍市區路線之一（另兩條為7M及14C）。

## 行車路線
經：德福花園天橋、偉業街、啟祥道、宏展街、展貿徑、啟祥道、啟成街、啟華街、宏光道、常悅道、宏照道、啟祥道、偉業街及德福花園天橋。

### 沿線車站
| 德福花園開 | 德福花園開         | 德福花園開             |
| 序號       | 車站名稱           | 位置                   |
| ---------- | ------------------ | ---------------------- |
| 1          | 德福花園巴士總站   | 德福花園公共運輸交匯處 |
| 2          | 香港輔助警察隊總部 | 啟祥道                 |
| 3          | 九龍灣國際展貿中心 | 展貿徑                 |
| 4          | 啟成街             | 啟祥道                 |
| 5          | 宏天廣場           | 啟華街                 |
| 6          | 臨華街遊樂場       | 宏光道                 |
| 7          | 常悅道             | 常悅道                 |
| 8          | 臨華街             | 宏照道                 |
| 9          | 德福花園巴士總站   | 德福花園公共運輸交匯處 |

## 使用狀況
本線主要方便港鐵觀塘綫及巴士轉乘客於九龍灣站接駁本線來往九龍灣工業區，其中以前往國際展貿中心為最直接，但由國際展貿中心回程需繞經宏天廣場、宏光道及企業廣場一期，路程較繞路，因此客量一直只是一般，加上MegaBox和部份九龍灣工業區的大廈，如企業廣場、國際展貿中心等，均設有供員工或訪客乘搭的免費穿梭巴士來往德福花園2期的公共交通交匯處（MegaBox及國際展貿中心的穿梭巴士更是人人均可乘搭）。這些免費穿梭巴士以免費及中途不停站的優勢，令本線的客量除繁忙時間外，全車只有乘客兩、三名甚至空車遊街。
另外，據駕駛本線的車長指出，自本路線引入單層空調巴士AVC行走後，由於本線在總站開出後第一站，便有乘客乘搭本路線前往德福花園，為避免乘客混亂，行走本路線的字軌車，電子牌顯示均會一直顯示「德福花園」，甚少會在總站更改電牌為「九龍灣」。
因本路線客量一直偏低，運輸署及九巴建議將本線及28A取消，改為開辦一條全新路線，提供彩雲道發展區（彩福邨、彩德邨、彩盈邨）來往觀塘市中心、九龍灣商貿區的直達巴士服務，運輸署於2012年9月27日於觀塘區議會交通及運輸委員會會議上提出該項重組建議，並獲得區議會通過，當時計劃合併後將新路線仍然稱為28A，最後正名為28B，於2013年3月28日起投入服務，同日起停辦本線，由28B線替代本路線於九龍灣商貿區的巴士服務。

## 外部連結
- 九巴224M線官方網站路線資料 （页面存档备份，存于）
- 224M資料
- 224M路線介紹 （页面存档备份，存于）